# Championnats du monde Xterra 2017
Navigation
Édition précédente Édition suivante
Les championnats du monde Xterra 2017, organisé par la Team Unlimited depuis 1986, se sont déroulés le 29 octobre à Maui dans l'État d'Hawaï. Les triathlètes qualifiés, professionnels ou amateurs se sont affrontés lors d'une épreuve sur distance M, comprenant 1500 mètres de natation, 30 km de vélo tout terrain (VTT) et 10 km de course à pied hors route.

## Résumé de course
La 22e édition des championnats du monde de Xterra se sont déroulés le 29 octobre 2017, sur l'ile de Maui dans l'archipel d'Hawaï. A cette occasion les plus grands spécialistes de la planète ont répondu présent pour une épreuve de triathlon nature de très haut niveau. Chez les hommes, trois anciens vainqueurs ont pris le départ de la course : le Mexicain Mauricio Méndez champion 2016 qui a surpris tous les favoris. l'Espagnol Ruben Ruzafa triple champion, 2008, 2013 et 2014, qui convoite un 4e et l'Américain Josiah Middaugh champion 2015. Chez les femmes la triple championne, la Bermudienne Flora Duffy fait figure de grande favorite, tant sa domination sur le triathlon courte distance et sur le cross triathlon est écrasante. Elle prend le départ avec la volonté d'inscrire son nom pour la 4e fois et devenir la triathlète la plus titrée de la compétition. Si L’Écossaise Lesley Paterson double championne ne semble pas en mesure de contrecarrer la Bermudienne, les challengers l'Américaine Suzie Snyder et la Chilienne Bárbara Riveros Díaz sont également au départ.

## Bradley Weiss et Flora Duffy, victoire et record
Le Sud-Africain Bradley Weiss ne manque pas le départ de compétition et prend la contrôle de l'épreuve en s'appuyant sur ses points forts, le vélo et la course à pied. L'Espagnol Rubén Ruzafa, multiple champion prend le tête durant la partie vélo, mais sans creuser d'écart suffisant, il ne peut résister à la puissance du Sud-Africain en course à pied qui remporte le titre pour la première fois. Le champion en titre le Mexicain Mauricio Méndez, en 4e place au départ de course à pied réalise le meilleur temps sur l'étape, mais ne parvient pas à prendre la tête et arrive en seconde position,.
Flora Duffy, la Bermudienne, multiple championne du monde de l'épreuve entre dans l'histoire en rejoignant en nombre de victoires son homologue masculin, le Sud-Africain Conrad Stoltz en remportant sa 4e victoire de la finale de ce championnat du monde de cross triathlon. Elle ne laisse aucune chance à ses concurrentes qu'elle surclasse complètement. Elle affiche plus de six minutes d'avance à mi-parcours de l'étape vélo et remporte l'épreuve avec huit minutes d'avance sur la Chilienne Bárbara Riveros Díaz qui prend la seconde place et l'Allemande Laura Philipp qui continue de progresser pour sa première année sur le circuit nature,.

## Résultats
Les tableaux présentent les « Top 10 » hommes et femmes des championnats du monde.
| Position           | Triathlète        | Pays             | Temps           |
| ------------------ | ----------------- | ---------------- | --------------- |
| Médaille d'or      | Bradley Weiss     | Afrique du Sud   | 2 h 32 min 10 s |
| Médaille d'argent  | Mauricio Méndez   | Mexique          | 2 h 33 min 25 s |
| Médaille de bronze | Rubén Ruzafa      | Espagne          | 2 h 33 min 46 s |
| 4                  | Francisco Serrano | Mexique          | 2 h 34 min 30 s |
| 5                  | Cédric Fleureton  | France           | 2 h 34 min 51 s |
| 6                  | Sam Osborne       | Nouvelle-Zélande | 2 h 36 min 23 s |
| 7                  | Braden Currie     | Nouvelle-Zélande | 2 h 39 min 4 s  |
| 8                  | Josiah Middaugh   | États-Unis       | 2 h 39 min 33 s |
| 9                  | Brice Daubord     | France           | 2 h 41 min 37 s |
| 10                 | Rom Akerson       | Costa Rica       | 2 h 42 min 24 s |

| Position           | Triathlète           | Pays             | Temps           |
| ------------------ | -------------------- | ---------------- | --------------- |
| Médaille d'or      | Flora Duffy          | Bermudes         | 2 h 47 min 48 s |
| Médaille d'argent  | Bárbara Riveros Díaz | Chili            | 2 h 56 min 12 s |
| Médaille de bronze | Laura Philipp        | Allemagne        | 2 h 57 min 25 s |
| 4                  | Brigitta Poór        | Hongrie          | 3 h 2 min 37 s  |
| 5                  | Lesley Paterson      | Écosse           | 3 h 6 min 2 s   |
| 6                  | Suzanne Snyder       | États-Unis       | 3 h 6 min 28 s  |
| 7                  | Elizabeth Orchard    | Nouvelle-Zélande | 3 h 6 min 41 s  |
| 8                  | Helena Karásková     | Tchéquie         | 3 h 8 min 23 s  |
| 9                  | Carina Wasle         | Autriche         | 3 h 11 min 35 s |
| 10                 | Emma Garrard         | États-Unis       | 3 h 12 min 46 s |